# Geneforge 2
Geneforge 2 est un jeu vidéo de rôle développé et publié par Spiderweb Software sur Mac OS le 25 juillet 2003 puis sur Microsoft Windows le 19 octobre 2003. Il est le deuxième jeu de la série Geneforge, faisant suite à Geneforge publié en 2001. Le jeu se déroule dans le même univers, mélangeant science-fiction et fantasy, que le premier titre de la série. Le joueur suit un apprenti et un agent d’une secte de magicien – les Shapers – capable de créer des créatures vivantes par la force de leur volonté. Au début du jeu, ils sont envoyés en mission dans une colonie de la secte et ils se retrouvent au centre d’une guerre opposant quatre factions ayant été caché au reste du monde.  Le jeu est basé sur le même moteur graphique que son prédécesseur. Comme ce dernier, le jeu est bien reçu par la presse spécialisée, malgré la pauvreté de ses graphismes et de ses effets sonores, les critiques saluant notamment la qualité de son scénario et sa rejouabilité.

## Accueil
| Geneforge 2             |      |       |
| Média                   | Pays | Notes |
| Computer Games Magazine | US   | 80%   |
| GameSpy                 | US   | 85%   |
| CNET                    | US   | 3/5   |
| PC Gamer                | US   | 80%   |
| Inside Mac Games        | US   | 67.5% |